# Мозаичное желе
Мозаичное желе (желейный десерт «Мозаика») — тип десертного желе, в котором фрагменты желе контрастного цвета добавлены к желе основного цвета для достижения декоративного эффекта. Также десерт известен под названием «битое стекло».
Для получения мозаичного желе сперва готовят несколько видов желе различных цветов, затем остужают, нарезают кубиками и добавляют в жидкую заготовку для желе основного цвета. Этот десерт особенно популярен в Латинской Америке, в частности, в Бразилии и Мексике, а также в Японии.
Вариантом мозаичного желе является многослойное желе, для приготовления которого используются слои контрастного цвета. В обоих вариантах (многослойном и мозаичном) часто используется контраст молочного и шоколадного или молочного и разноцветного фруктового желе.
Существуют гораздо более сложные варианты того же десерта, в которых внутри прозрачного желе основного цвета размещаются контрастные по цвету шарики, узоры или цветы, в некоторых случаях выполненные вручную. Некоторые японские кондитерские специализируются на различных изысканных вариантах такого десерта.
Десерт появляется в полнометражных работах Хаяо Миядзаки, как одно из блюд, которое едят его герои.